# 서양 철학

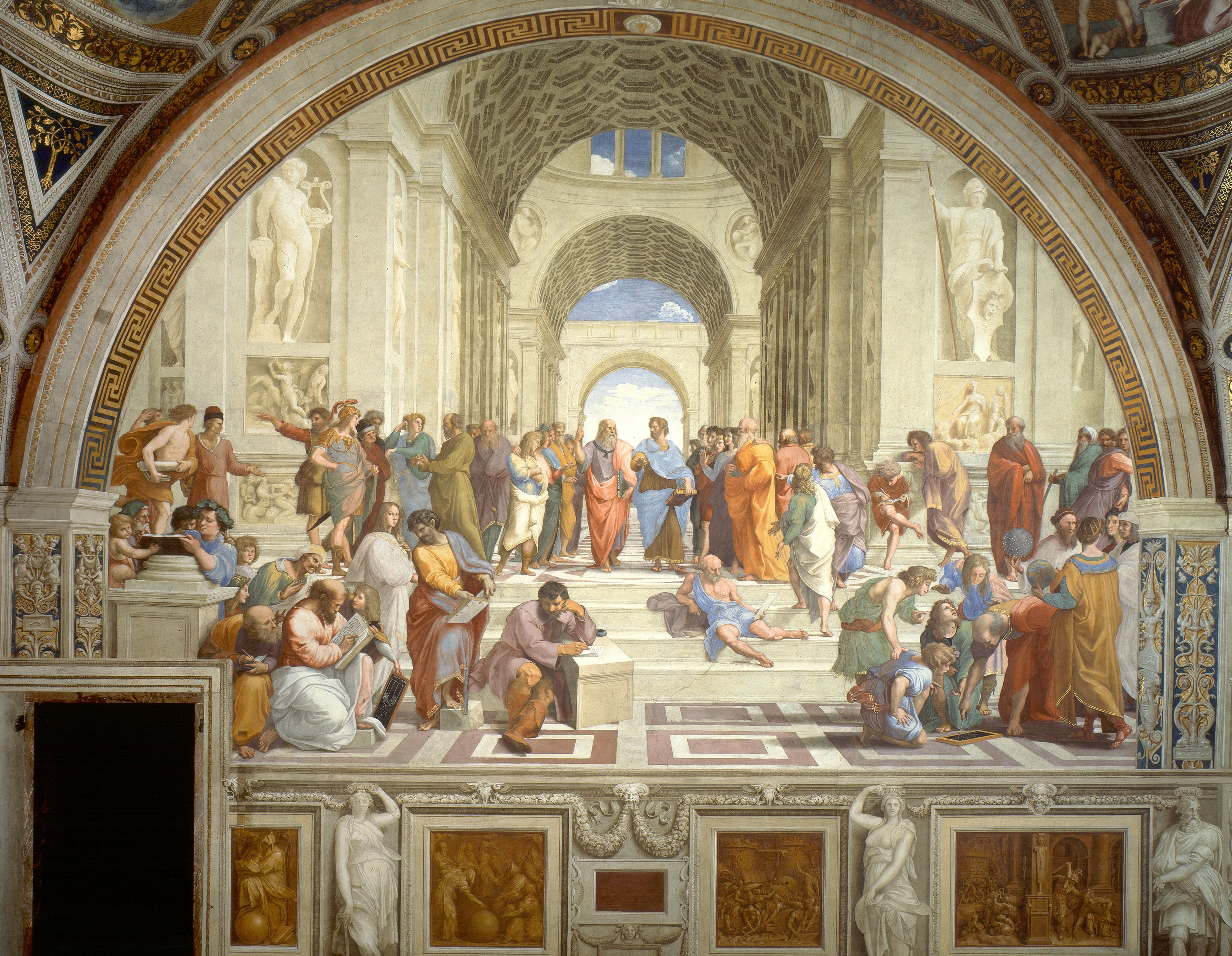

서양 철학(Western philosophy)은 서양에서 이루어진 철학적인 생각과 관련된 용어로, 동양 철학이나 다양한 지역에 존재하는 토착 철학들과 대비된다. 역사적으로 이 용어는 서구 문화의 철학적 사고와 관련하여 최근에 만든 것이다. 고대 그리스의 그리스 철학에서 시작하여, 결국 북아메리카와 오스트레일리아를 포함하는 지구의 넓은 영역에 퍼진 사유를 말한다. 북아프리카나 중동의 일부, 러시아를 비롯한 여러 지역의 사상도 포함시킬 것이냐에 대한 논란이 있다. "철학"이라는 용어 자체는 고대 그리스어에서 유래한 것이다. "필로소피아"(φιλοσοφία)는 문자적으로,"지혜에 대한 사랑" 이다(φιλεῖν - 필레인 "사랑하다"와 σοφία - 소피아 "지혜", (한국어 표현으로는 '지혜' 보다는 오히려 '지식'의 뜻과 더 유사하다). 오늘날의 용어로 보면, "서양 철학"은 분석 철학과 대륙 철학이라는 두 가지 주요한 전통을 지니고 있다.

## 기원
철학의 범위에 대한 고대의 이해와 고대 철학자의 글쓰기를 살펴보면, "모든" 지적 노력을 철학에 포함시키고 있다. 그들의 "철학"은 오늘날 철학의 문제라고 생각하는 것도 포함하지만, 다른 분과에 속하는 것으로 보이는 문제도 같이 다루고 있다. 예를 들면 순수 수학과 물리학, 천문학, 생물학을 포함하는 자연 과학에 해당하는 것도 철학에서 다루고 있는 것이다. (아리스토텔레스는 위에서 언급한 모든 주제에 관한 책을 썼다. 17세기 후반에도 여전히 위의 분야들이 "자연 철학"의 분과에 속하는 것으로 언급되었다.) 시간이 흘러, 대학에서 학문의 분화와 과학 기술의 빠른 발전이 이러한 과학들이 철학과는 별도의 학문으로 분리되는데 기여했다. 수학은 고대 세계에서 전문적인 과학이 되었고, "자연 철학"은 자연 과학의 여러 분과들로 발전하여 과학 혁명으로 가는 길을 마련하였다. 오늘날 철학적인 질문은 항상 특정한 과학의 과제들과는 명확하게 구분되며, 자연과학과는 달리 인간 본성에 대한 추상적이고 기본적인 질문을 담고 있다는 점에서 특징을 지닌다. 또한 철학적인 질문은 실험을 통해서 답변해야만 하는 의무사항을 지니고 있지 않다.
"서양 철학"이라는 용어의 지정학적 경계는 19-20세기에 걸쳐 형성되었다. 이 시기 이전에 대부분의 유럽 사람들은 국가나 철학, 문화에 대해서 "서양"이란 개념이 없이, 서로 다른 국가와 언어, 개인, 지리학적인 지역이라고 생각했었다. 많은 세계 지도가 조잡하고 부정확했으며, 1800년대 이전에는 유럽 너머의 다른 지역의 특정한 지리적, 정치적 차이가 잘 알려지지 않았다. 정확한 지도가 매우 드물었으며, 유럽과 멀리 떨어진 지역에 사는 사람들에 대한 정확한 정보도 거의 없었다. 일부 사람들이 생각하는 것처럼, 서양 철학은 주로 유럽에서 유래한 생각으로 최근에 형성되었다. 우리가 오늘날 서양 철학이라고 생각하는 것은, 그리스-로마와 유대-기독교 문화, 르네상스, 계몽주의, 식민주의로서 일반적으로 정의된다. 때때로 "서양 철학"이라는 용어는 수천년간 등장한 너무나 다양하고 서로 상반되는 전통과 정치, 종교, 사상가들을 총망라하고 있는 개념이어서 쓸모없거나 의미를 이해하기 힘든 말이다.

## 서양 철학의 하위분과
자주 서로 다른 분야에서 활동하는 사람들이 전형적인 질문에 바탕을 두고 서양 철학자들을 여러 주요한 분파로 나누곤 한다. 고대 세계에서 매우 영향력이 있었던 주제 구분은, 스토아 학파의 것이다. 그들은 철학을 논리학, 윤리학, "물리학"(자연 세계에 대한 연구로 자연 과학과 형이상학을 포함함)으로 구분하였다. 오늘날 철학에서는 대개 철학의 전문 분과를 형이상학, 인식론, 윤리학, 미학(가치론을 포함한다)으로 나눈다. 논리학은 철학의 주요한 분과 중 하나로 분류되지만, 때때로 철학자들이 철학과는 별도의 과학으로 분리시켜서 다루기도하며, 특성상 철학의 모든 분파에서 적용하는 철학하는 방법으로 간주되기도 한다.
이러한 폭넓은 분과 안에서 현재 철학에는 여러 개의 하위 분야가 있다. 가장 폭이 넓은 수준의 구분은 분석 철학과 대륙 철학이다. 대륙 철학의 구분은 전문가들도 문제로 여길만큼 어려운 일인데 반해서, 분석 철학은 각 시대에 따라 간단하게 구분되는 편이다.
특정 분야의 하위 분과에 쏠린 관심은 시간이 흐르면서 촛농이 녹아내리듯이 사그라들고, 때때로 하위분과 중 일부가 특별히 주목받는 주제가 되기도 하고, 어떤 경우에는 주요한 분파와 동등하게 문학 분야에서 주목받는 경우도 있다.(예를 들어 40년간 거칠게 말해서 형이상학의 하위분야이었던 심리철학은 분석 철학의 영역에서 많은 관심을 끌어왔다.)

## 철학과 대조를 이루는 다른 분과

### 자연 과학
원래 "철학"이란 용어는 "학문"과 동의어로써, '모든' 지적 노력에 적용되는 것이었다. 아리스토텔레스는 형이상학과 윤리학 뿐만 아니라, 생물학, 기상학, 물리학, 우주론을 연구했다. 심지어 18세기에도 물리학과 화학은 여전히 자연을 연구하는 철학인 "자연 철학"이었다(대표적인 예가 뉴턴의 자연 철학의 수학적 원리). 오늘날 물리학과 화학은 철학에서 분리되어 과학에 속하는 것으로 간주된다. 그러나 이러한 구분이 명확한 것은 아니다. 일부 철학자들은 여전히 과학이 철학과 깨질 수 없는 관계를 맺고 있다고 주장한다.
심리학, 경제학, 사회학, 언어학은 철학자가 다룬 영역이었으나, 현재는 철학과 약한 연계를 지니고 있을 뿐이다. 20세기 후반에는 인지과학과 인공지능이 "심리철학"에서 서서히 분리되는 모습을 지켜볼 수 있었다.
철학하기는 우선 인간의 자기 반성을 통해 이루어진다. 그것은 실험에 의존하지 않는다. 그러나 철학 중 일부는 그 특성이나 방법에서 과학에 가깝고, 일부 분석 철학자는 자신들의 철학적 분석법이 자연과학의 방법과 경쟁할 수 있다고 주장한다. 윌라드 반 오만 콰인은 철학자가 다른 어떤 과학자보다도 주장이나 논의를 좀 더 명확하게 제시해야 한다고 보았다. 이런 주장은 일반적으로 철학이 의미와 이성에 대한 연구임을 보여주지만, 일부 철학자는 여전히 철학은 과학이 아니거나 그렇지 않으면 철학자에 의해서 추구되는 것이 아니라고 주장하고 있다.
이러한 모든 견해는 다음과 같은 공통점을 지닌다. 철학이 본질적으로 무엇이든지 또는 무엇과 연관되든지, 철학은 대부분의 자연과학 보다 좀 더 "추상적으로" 발전해가는 경향을 보인다. 철학은 경험과 실험에 많이 의존하지 않으며, 기술 발전에 직접 도움을 주지 못한다. 철학이 과학과 함께 열린 질문의 형태로 폭넓게 구성되어 있다고 하더라도, 철학을 어떤 자연과학과 함께 정의하려고 하는 것은 실수이다.

### 과학 철학
이 분야는 훈련 받은 철학자와 과학자가 함께 참여하는 학제간 연구이다. 철학자는 자주 물리 철학과 심리 철학에 해당하는 다양한 종류의 실험을 언급하고 해석한다. 이것은 놀랄만한 일은 아니다. 왜냐하면 과학 철학에 해당하는 철학에서는 실험에 대한 철학적인 이해를 목표로 삼고 연구하기 때문이다. 과학적인 이론을 바탕으로 연구하고 실험하는 일은 철학자로서의 능력에 해당하지 않는다. 과학 철학은 그것이 연구 대상으로 삼는 과학과 혼동해서는 안되며, 만약 누군가 둘을 혼동한다면 그 사람은 생물학과 그것이 연구하는 식물, 동물을 같게 생각하는 것과 같은 오류를 범하는 것이다.

### 신학과 종교학
철학과 같이, 대부분의 종교 연구는 실험을 하지 않는다. 신학은 신의 존재와 본성을 다루는 부분이 있으며, 그 점에서는 명확하게 종교 철학과 관심사가 겹쳐진다. 아리스토텔레스는 신학을 형이상학에서 뻗어나온 가지로서 철학의 중심 분야로 간주했으며, 대부분의 서양 철학자는 20세기에 이르기까지 신학적인 질문에 답하려고 노력했다. 따라서 철학과 신학은 관계가 없지 않다. 그러나 세계 종교의 차이를 비교하는 비교 종교학을 비롯한 종교 연구의 다른 부분에서는, 철학이 다른 사회과학과 구분되듯이 종교 연구와 철학이 쉽게 구분된다. 이러한 종교 연구는 역사학이나 사회학에 좀 더 가깝고, 특정 종교의 실천과 같은 특정한 현상이 명확하게 드러내는 특성을 관찰한다.
근대 철학에서 경험론 전통은 종교적인 질문이 인간이 지닌 지식의 한계를 넘어서는 것이라고 자주 주장하며, 많은 철학자가 종교 언어는 사실상 의미가 없는 말이라고 주장한다. 종교적인 질문은 지금까지 그 답을 찾은 적이 없다는 것이다. 일부 철학자는 도덕이나 다른 이유가 있어서 생긴 종교적인 믿음을 두고 그것을 옹호하거나 반대하는 일이 별다른 의미가 없다고 느끼기도 한다. 그래서 인지 20세기 철학의 주류에 속한 철학자 중에서 종교적인 질문을 심각하게 생각한 사람은 매우 적다.

### 수학
수학은 철학자가 아주 가끔씩 모방하려고 시도하는, 그 특성이 매우 분명히 드러나며 엄격하고 정밀한 증명 방법을 사용한다. 대부분의 철학은 평범한 산문으로 기록되었고, 철학자가 정확하게 말하려고 노력한다고 해도 수학이 보여주는 명확성에 항상 도달하지는 못한다. 그 결과 철학자는 자신들의 방법에 의해서 도출된 결과에 동의하지 않는 경우가 있는 반면에, 수학자는 결과에 동의하지 않는 경우가 거의 없다.
수리철학은 과학 철학에서 나온 한 갈래이지만, 수학의 많은 방법은 철학과 특별한 관계를 지니고 있다. 이것은 철학의 중심 분류에 논리학이 있고, 수학은 논리학의 패러다임을 보여주는 하나의 예이기 때문이다. 19세기 후반에서 20세기에 걸쳐 논리학은 크게 발전했고, 수학이 논리학에 미치는 영향도 줄어들고 있다. 자주 그런 것은 아니지만, 형식 면에서 철학에 나타나는 수학의 논리는 과학에서 수학이 사용되는 것과 유사하다.

## 같이 보기
- 분석철학
- 대륙철학
- 동양 철학
- 철학 사상의 작은 사전(Glossary of philosophical isms)
- 철학의 역사(History of philosophy)
- 철학자 목록(List of philosophers)
- 철학 이론 목록(List of philosophical theories)
- 철학 주제 목록(List of philosophical topics)
- 철학 목록(List of philosophies)
- 철학
- 사이비 철학(Pseudophilosophy)